# Bodiluddelingen 1998
Bodiluddelingen 1998 blev afholdt i 1998 i Imperial i København og markerede den 51. gang at Bodilprisen blev uddelt.
To film dominerede uddelingen dette år; Jonas Elmers instruktørdebut Let's get lost, som vandt prisen for bedste danske film og for bedste kvindelige hovedrolle til filmdebutant Sidse Babett Knudsen, og filmudgaven af Lars von Triers Riget II, som vandt prisen for bedste mandlige hovedrolle og kvindelige birolle.

## Vindere
| Bedste mandlige hovedrolle         | Bedste kvindelige hovedrolle              |
| ---------------------------------- | ----------------------------------------- |
| - Holger Juul Hansen for Riget II  | - Sidse Babett Knudsen for Let’s get lost |
| Bedste mandlige birolle            | Bedste kvindelige birolle                 |
| - Jesper Christensen for Barbara   | - Birgitte Raaberg for Riget II           |
| Bedste danske film                 | Bedste ikke-europæiske film               |
| - Let’s Get Lost af Jonas Elmer    | - L. A. Confidential af Curtis Hanson     |
| Bedste europæiske film             | Bedste dokumentarfilm                     |
| - Det' bare mænd af Peter Cattaneo | - ikke uddelt                             |

## Øvrige priser

### Æres-Bodil
- Joachim Holbek (komponist) for sit arbejde som komponist